# Biescas

Rzeka Gállego w Biescas

Biescas – gmina w Hiszpanii, w Aragonii, położona w Dolinie Tena w Pirenejach.
Poza miejscowością Biescas w gminie znajdują się także: Ainielle, Aso de Sobremonte, Barbenuta, Berbusa, Betés de Sobremonte, Bubal, Casbas de Jaca, Escuer Alto, Escuer Bajo, Espierre, Gavín, Oliván, Orós Alto, Orós Bajo, Piedrafita de Jaca, Susín, Jabierre del Obispo i Yosa de Sobremonte.

## Historia
W epoce romańskiej powstały drogi i zaczęto wybijać monety. Podczas wojny domowej duża część gminy spłonęła, ale zachowały się niektóre jej elementy, które obecnie uważane są za dobro kultury i architektury gminy Biescas.